# Channa pleurophthalma
Channa pleurophthalma es una especie de pez del género Channa, familia Channidae. Fue descrita científicamente por Bleeker en 1851.
Se distribuye por Asia: Sumatra en Indonesia y Borneo. La longitud total (TL) es de 40 centímetros. Habita en aguas negras y claras.
Está clasificada como una especie marina inofensiva para el ser humano. Es ampliamente comercial y utilizado en acuarios.